# 勤医協札幌病院
勤医協札幌病院（きんいきょうさっぽろびょういん）は、公益社団法人北海道勤労者医療協会が北海道札幌市白石区菊水に設置する病院。

## 概要
2017年度の1日あたりの外来患者数は590.3人、入院患者数は101.8。年間分娩件数は336件(うち帝王切開は91件、入院助産113件)。
公益財団法人日本医療機能評価機構認定病院(病院評価は3rdG:Ver.1.1(3回目、2016年5月6日認定、2021年2月19日認定有効期限))。全日本民主医療機関連合会（民医連）に加盟している。手話通訳者を配置している。

## 沿革
(この節の出典)
勤医協札幌病院の前身、「白石診療所」は、1949年11月に札幌市白石（現在の札幌市白石区菊水1条から9条の1-2丁目）に誕生した。当時の菊水は旧国鉄の旧東札幌駅が近くにあり、中小の鉄工所や鋳物工場が多く、そこで働く人たちが多く住む人口密集地であった。月寒にあった陸軍病院が国立札幌病院となり1952年に菊水に移転するまで、周辺には個人経営の診療所が２つあるだけだった。北1条西8丁目にあった札幌市立病院は菊水駅から2.5km程度だが、老人や身障人が徒歩で通院するには遠かった。
診療所の開設にあたっては、「診療所友の会」がつくられ、多くの地域住民から物心両面の支援が寄せられた。診療所建設にむけて、当時10円、20円のカンパが寄せられ、顕微鏡やポータブルレントゲンなどの機器を購入したと記録にある。

### 年表
1949年(昭和24年) - 白石診療所開設、半日診療を開始
1958年(昭和33年) - 診療所を廃止、菊水病院（30床）開院
1961年(昭和36年) - 菊水病院の廃止、勤医協札幌病院（115床・3階建）開院
1964年(昭和39年) - 現在地に移転新築（117床）
1980年(昭和55年) - 総合病院認可（202床）総合病院勤医協札幌病院に改称
1986年(昭和61年) - 専任手話通訳者を配置（民間病院として全国初）
1995年(平成7年) - 菊水こども診療所開設（9月18日）
1996年(平成8年) - 厚生省臨床研修指定病院（中央病院の従たる病院として申請認可‐小児科・産婦人科）
1997年(平成9年) - 札幌市委託事業として「菊水在宅介護支援センター」開設　
患者医療費自己負担軽減のため総合病院返上
2003年(平成15年) - 在宅医療部開設
2004年(平成16年) - 回復期リハビリ病棟開設、厚生労働省臨床研修病院（中央病院の協力病院‐産婦人科、精神科、神経科）
2006年(平成18年) - 子育てサロン（未就学児をもつ親を対象とした交流の場）開始
2007年(平成19年) - 病児保育（病院デイサービス）を開始（白石区初）
2009年(平成21年) - 英語通訳者を配置
2011年(平成23年) - 回復期リハビリテーション病棟で365日リハビリ診療開始
2012年(平成24年) - 在宅支援病院強化型開始
2013年(平成25年) - WHOのHPH(健康増進活動病院)認定（北海道初）
2016年(平成28年) - 地域包括ケア病床開設

## 診療科
- 総合診療科
- 内科[5]
- 心療内科[5]
- 呼吸器科（呼吸器内科）[5]
- 消化器科（消化器内科）[5]
- 循環器科（循環器内科）[5]
- 糖尿病・内分泌内科[5]
- 腎臓内科
- 血液内科
- アレルギー科[5]
- リウマチ科[5]
- 小児科[5]
- 精神科[5]
- 神経科[5]
- 外科[5]
- 整形外科[5]
- 産科[5]
- 婦人科[5]
- 眼科[5]
- 耳鼻咽喉科[5]
- 皮膚科[5]
- リハビリテーション科[5]
- 放射線科[5]
- 麻酔科[5]
- 労働衛生科[6] - 職業病の診断と治療、労災申請や療養支援、社会復帰の相談を行っている。

## 医療機関の認定
(この節の出典)
- 保険医療機関
- 労災保険指定医療機関
- 高齢者の医療の確保に関する法律(昭和57年法律第80号)第7条第1項に規定する医療保険各法及び同法に基づく療養等の給付の対象とならない医療並びに公費負担医療を行わない医療機関
- 指定自立支援医療機関（精神通院医療）
- 身体障害者福祉法指定医の配置されている医療機関
- 臨床研修病院
- 精神保健指定医の配置されている医療機関
- 生活保護法指定医療機関(中国残留邦人等の円滑な帰国の促進並びに永住帰国した中国残留邦人等及び特定配偶者の自立の支援に関する法律(平成6年法律第30号)に基づく指定医療機関を含む。)
- 結核指定医療機関
- 特定疾患治療研究事業委託医療機関
- 小児慢性特定疾患治療研究事業委託医療機関
- 在宅療養支援病院
- 難病の患者に対する医療等に関する法律(平成26年法律第50号)に基づく指定医療機関
- 無料低額診療事業実施医療機関
- 原子爆弾被害者一般疾病医療取扱医療機関
- 公害医療機関
- 母体保護法指定医の配置されている医療機関

## 院内設備
乳幼児健康支援デイサービス事業（札幌市事業）『菊水こどもデイサービス』
- 病後児保育を行っている。病気回復期にあって集団保育（保育園・幼稚園での保育）が困難な子どもを、都合により庭で保育できない保護者に代わって、一時的に預かるもので、札幌市が子育てと就労の両立支援を目的として行っている事業。子ども診デイサービスでは、健康状態をチェックしながら、保育・服薬の介助および給食の供給などのサービスを行う[7]。

## 差額ベッド代について
病院の理念により、差額ベッド料（個室料）を徴収していない。

## 交通アクセス
- 札幌市営地下鉄東西線「菊水駅」1番出口より徒歩3分
- 病院前より勤医協中央病院行の無料バスを運行している。

## 関連施設
- 勤医協中央病院 - 札幌市東区。
- 勤医協札幌西区病院 - 札幌市西区。
- 勤医協苫小牧病院 - 苫小牧市。

## 関連人物
- 山崎摩耶(看護師、元衆議院議員) - 勤医協札幌病院に勤務していた。

## 周辺
- 札幌市立青葉保育園
- 北洋銀行菊水支店
- マックスバリュ菊水店